# Agrícola Oriental (estación)
Agrícola Oriental es una de las estaciones que forman parte del Metro de Ciudad de México, perteneciente a la Línea A. Se ubica al oriente de la Ciudad de México, en la alcaldía de Iztacalco.

## Información general
El nombre proviene de la colonia en la cual está construida la estación, siendo representada por dos espigas de trigo ya que antes de la década de los 1950, Agrícola Oriental era conocida como una zona agrícola y de cultivo.

## Salidas de la estación
- Norte: Calzada Ignacio Zaragoza y Calle 1, colonia Agrícola Pantitlán.
- Sur: Calzada Ignacio Zaragoza casi esq. con Eje 5 Oriente Av. Lic. Javier Rojo Gómez, colonia Agrícola Oriental.

## Afluencia
El número total de usuarios para 2014 fue de 3,447,892 usuarios, el número de usuarios promedio para el mismo año fue el siguiente:
| Tipo de día   | Afluencia promedio |
| ------------- | ------------------ |
| Día festivo   | 5,305              |
| Día laboral   | 10,319             |
| Fin de semana | 7,690              |
| Anual         | 9,446              |

La siguiente tabla muestra la afluencia de la estación en los últimos 10 años:
| Afluencia Anual de Pasajeros | Afluencia Anual de Pasajeros | Afluencia Anual de Pasajeros | Afluencia Anual de Pasajeros | Afluencia Anual de Pasajeros | Afluencia Anual de Pasajeros |
| ---------------------------- | ---------------------------- | ---------------------------- | ---------------------------- | ---------------------------- | ---------------------------- |
| Año                          | Afluencia                    | A Diario                     | Ranking                      | Incremento                   | Ref.                         |
| 2023                         | 4,074,344                    | 11,162                       | 111°/195                     | +21.59%                      | [ 3 ]                        |
| 2022                         | 3,350,796                    | 9,180                        | 124°/175                     | +21.05%                      | [ 4 ]                        |
| 2021                         | 2,768,101                    | 7,583                        | 118°/195                     | +19.14%                      | [ 5 ]                        |
| 2020                         | 2,323,371                    | 6,348                        | 142°/195                     | -43.76%                      | [ 6 ]                        |
| 2019                         | 4,130,829                    | 11,317                       | 146°/195                     | +5.01%                       | [ 7 ]                        |
| 2018                         | 3,933,652                    | 10,777                       | 149°/195                     | +7.73%                       | [ 8 ]                        |
| 2017                         | 3,651,505                    | 10,004                       | 151°/195                     | +0.69%                       | [ 9 ]                        |
| 2016                         | 3,626,499                    | 9,908                        | 149°/195                     | -4.45%                       | [ 10 ]                       |
| 2015                         | 3,795,431                    | 10,398                       | 137°/195                     | -2.05%                       | [ 11 ]                       |
| 2014                         | 3,874,686                    | 10,615                       | 134°/195                     | +11.65%                      | [ 12 ]                       |